# Virginiamicina
La virginiamicina (conosciuta anche con la sigla SKF-7988) è un complesso antibiotico streptograminico, simile alla pristinamicina, utilizzato per trattare infezioni da germi Gram-positivi, costituito per l'80% circa da virginiamicina M1 (fattore M1 o pristinamicina IIA) e per il 20% circa da virginiamicina S1 (fattore S), prodotti dalla crescita di Streptomyces virginiae,  Streptomyces loidensis, Streptomyces mitakaensis, Streptomyces pristina-spiralis, Streptomyces ostreogriseus e altri.

## Caratteristiche strutturali e fisiche
Il complesso antibiotico si presenta come una polvere amorfa bianca moderatamente solubile in acqua e in acidi diluiti. Facilmente solubile in soluzioni acquose alcaline a pH superiore a 9,5 con rapida inattivazione. È solubile inoltre in metanolo, alcool, acetone, etile acetato, cloroformio e benzene. Praticamente insolubile in ligroina.

## Farmacodinamica
La virginiamicina è un antibiotico streptograminico (macrolide), più precisamente una sinergistina (un termine generico che indica un gruppo di sostanze antibiotiche isolati da ceppi di Streptomyces, le quali consistono di diverse fazioni che agiscono in sinergia fra loro), che esercita la sua attività legandosi alla subunità ribosomiale 50S delle cellule batteriche e, interferendo con le normali funzioni ribosomiali, causa inibizione della sintesi proteica.
Il complesso antibiotico presenta uno spettro antibatterico simile a quello dell'eritromicina che comprende stafilococchi, anche resistenti ad altri antibiotici, alcuni streptococchi e pneumococchi. Risultano sensibili all'azione dell'antibiotico anche Neisseria gonorrhoeae, Bordetella pertussis, Mycoplasma e Haemophilus influenzae. 
L'attività della virginiamicina sembra essere dovuta principalmente alla componente M1, ad eccezione dell'azione nei confronti del Bacillus subtilis che sarebbe imputabile alla componente S1.
Spesso si manifesta resistenza crociata con altri macrolidi, streptogramina e antibiotici lincosamidici.

## Farmacocinetica
A seguito di somministrazione per via orale la virginiamicina è rapidamente assorbita dal tratto gastrointestinale, anche se in modo incompleto (circa il 15-18% della dose ingerita). 
L'assorbimento risulta ridotto in presenza di cibo. La concentrazione plasmatica massima (Cmax) di 1 µg/ml viene raggiunta circa 4 ore dopo l'assunzione di una dose orale di 500 mg. 
L'antibiotico si distribuisce ampiamente nei tessuti biologici, in particolare nel fegato, polmoni, cute, intestino, e nei fluidi organici, ma non è in grado di oltrepassare la barriera ematoencefalica. Anche nell'espettorato si ritrovano concentrazioni rilevanti di farmaco. 
Il legame di virginiamicina con le proteine plasmatiche raggiunge il 70-80% circa. La molecola presenta un'emivita plasmatica di circa 5 ore. La miscela antibiotica è metabolizzata a livello della ghiandola epatica e viene escreta principalmente attraverso la bile. Di una dose somministrata solo il 15% circa viene ritrovato nelle urine nell'arco di 24 ore. Non si manifestano fenomeni di accumulo.

## Usi clinici
La virginiamicina viene impiegata nel trattamento di infezioni sostenute da microorganismi sensibili (in particolare cocchi gram-positivi), specialmente quando sono molto gravi e resistenti ad altri antibiotici. 
La molecola viene utilizzata per via orale principalmente in campo otorinolaringoiatrico e stomatologico e nel trattamento di infezioni broncopolmonari, genito-urinarie (soprattutto a carico della prostata) o che interessano la cute, le ossa e le articolazioni. 
Per via topica è usata soprattutto nella cura delle infezioni stafilococciche (foruncolosi, impetigine, sicosi, pustole superficiali) e nella prevenzione delle infezioni in chirurgia e traumatologia.
 
L'antibiotico in Europa è stato utilizzato per più di 20 anni in agricoltura e zootecnia come additivo nella preparazione di alimenti per animali. Il suo uso per questi scopi è stato oggi vietato in tutta l'Unione europea in quanto si ritiene vi siano ormai sufficienti fondamenti scientifici relativi all'esistenza di un nesso tra l'impiego della virginiamicina per questi usi e lo sviluppo nell'uomo della resistenza alle streptogramine, in particolare si pensa che la gran parte dei ceppi circolanti di Enterococcus faecium resistenti (SREF) derivi da questi usi.

## Effetti collaterali
Durante il trattamento con virginiamicina sono stati segnalati diversi effetti collaterali a livello gastrointestinale, e in particolare dispepsia, nausea e vomito. Sono stati anche riportati casi di alterazione nella visione dei colori e ipersensibilità seguiti da manifestazioni quali prurito, orticaria, rash cutaneo e eczema.

## Controindicazioni
L'antibiotico è controindicato in soggetti con ipersensibilità nota, in gravidanza, nei neonati e durante l'allattamento. Si consiglia di evitare l'esposizione ai raggi solari durante la terapia, dal momento che si può verificare fotosensibilizzazione.

## Dosi terapeutiche
Nei soggetti adulti l'antibiotico viene somministrato per via orale alla dose di 2-3 g al giorno e, in caso di infezioni gravi, alla dose di 4 g al giorno. 
Nei bambini sono somministrate dosi pari a 50–100 mg/kg/die.
L'antibiotico può essere applicato anche localmente in forma di polvere al 2% o di unguento allo 0,5%.